# Echinopsis tarmaensis
Echinopsis tarmaensis là một loài thực vật có hoa trong họ Cactaceae. Loài này được (Rauh & Backeb.) Friedrich & G.D.Rowley mô tả khoa học đầu tiên năm 1974.